# Saison 1944-1945 de la LAH
Saison précédente Saison suivante
La saison 1944-1945 est la neuvième saison de la Ligue américaine de hockey. L'arrêt de l'Association américaine de hockey et la fin prochaine de la Seconde Guerre mondiale amènent une nouvelle équipe dans la LAH : les Flyers de Saint-Louis.

## Saison régulière et contexte
Les Flyers de Saint-Louis participent à l'Association américaine de hockey depuis la saison 1928-1929 mais quand l'AHA arrête ses activités en 1942, ils en font de même. Ils rejoignent la LAH au début de la saison 1944 et jouent dans la division de l'Ouest. Cette dernière est dominée par les Barons de Cleveland qui remportent leur troisième trophée F.-G.-« Teddy »-Oke de meilleure équipe de l'Ouest, le deuxième consécutif,,

### Résultats des matchs
Les résultats de l'ensemble des matchs de la saison sont donnés dans le tableau ci-dessous.
| Date             | Équipe domicile | Score | Équipe visiteuse |
| ---------------- | --------------- | ----- | ---------------- |
| 17 octobre 1944  | Cleveland       | 6–1   | Pittsburgh       |
| 18 octobre 1944  | Pittsburgh      | 5–2   | Cleveland        |
| 19 octobre 1944  | Indianapolis    | 2–1   | Buffalo          |
| 21 octobre 1944  | Cleveland       | 3–1   | Indianapolis     |
| 21 octobre 1944  | Hershey         | 5–3   | Providence       |
| 21 octobre 1944  | Pittsburgh      | 5–2   | Buffalo          |
| 22 octobre 1944  | Providence      | 4–8   | Pittsburgh       |
| 22 octobre 1944  | Indianapolis    | 1–1   | Saint-Louis      |
| 22 octobre 1944  | Buffalo         | 5–2   | Hershey          |
| 25 octobre 1944  | Pittsburgh      | 6–3   | Providence       |
| 25 octobre 1944  | Hershey         | 3–0   | Indianapolis     |
| 27 octobre 1944  | Saint-Louis     | 6–3   | Cleveland        |
| 28 octobre 1944  | Pittsburgh      | 4–1   | Indianapolis     |
| 28 octobre 1944  | Hershey         | 3–0   | Buffalo          |
| 28 octobre 1944  | Cleveland       | 1–3   | Providence       |
| 29 octobre 1944  | Buffalo         | 1–3   | Cleveland        |
| 29 octobre 1944  | Indianapolis    | 1–1   | Pittsburgh       |
| 29 octobre 1944  | Providence      | 3–3   | Hershey          |
| 31 octobre 1944  | Saint-Louis     | 3–2   | Pittsburgh       |
| 2 novembre 1944  | Indianapolis    | 3–3   | Buffalo          |
| 3 novembre 1944  | Saint-Louis     | 0–2   | Buffalo          |
| 4 novembre 1944  | Cleveland       | 1–2   | Indianapolis     |
| 4 novembre 1944  | Hershey         | 1–4   | Pittsburgh       |
| 5 novembre 1944  | Buffalo         | 3–1   | Hershey          |
| 5 novembre 1944  | Indianapolis    | 6–3   | Saint-Louis      |
| 5 novembre 1944  | Providence      | 2–3   | Pittsburgh       |
| 8 novembre 1944  | Hershey         | 11–0  | Pittsburgh       |
| 8 novembre 1944  | Saint-Louis     | 4–5   | Cleveland        |
| 9 novembre 1944  | Indianapolis    | 7–1   | Cleveland        |
| 9 novembre 1944  | Providence      | 2–4   | Buffalo          |
| 10 novembre 1944 | Saint-Louis     | 2–2   | Indianapolis     |
| 11 novembre 1944 | Hershey         | 6–0   | Buffalo          |
| 11 novembre 1944 | Cleveland       | 2–1   | Pittsburgh       |
| 12 novembre 1944 | Buffalo         | 5–2   | Pittsburgh       |
| 12 novembre 1944 | Indianapolis    | 5–1   | Hershey          |
| 12 novembre 1944 | Providence      | 3–3   | Cleveland        |
| 14 novembre 1944 | Saint-Louis     | 1–4   | Hershey          |
| 15 novembre 1944 | Buffalo         | 5–3   | Pittsburgh       |
| 16 novembre 1944 | Providence      | 4–3   | Indianapolis     |
| 18 novembre 1944 | Cleveland       | 1–6   | Pittsburgh       |
| 18 novembre 1944 | Hershey         | 0–3   | Indianapolis     |
| 19 novembre 1944 | Buffalo         | 1–1   | Indianapolis     |
| 19 novembre 1944 | Providence      | 3–6   | Hershey          |
| 21 novembre 1944 | Saint-Louis     | 2–4   | Buffalo          |
| 22 novembre 1944 | Pittsburgh      | 1–7   | Cleveland        |
| 23 novembre 1944 | Providence      | 4–2   | Indianapolis     |
| 24 novembre 1944 | Saint-Louis     | 0–3   | Buffalo          |
| 25 novembre 1944 | Pittsburgh      | 6–3   | Saint-Louis      |
| 25 novembre 1944 | Cleveland       | 8–4   | Indianapolis     |
| 25 novembre 1944 | Hershey         | 4–3   | Providence       |
| 26 novembre 1944 | Providence      | 5–2   | Buffalo          |
| 28 novembre 1944 | Saint-Louis     | 1–3   | Indianapolis     |
| 29 novembre 1944 | Buffalo         | 4–3   | Providence       |
| 29 novembre 1944 | Pittsburgh      | 3–7   | Cleveland        |
| 30 novembre 1944 | Hershey         | 1–1   | Cleveland        |
| 30 novembre 1944 | Indianapolis    | 2–0   | Saint-Louis      |
| 30 novembre 1944 | Providence      | 5–7   | Buffalo          |
| 2 décembre 1944  | Pittsburgh      | 10–5  | Providence       |
| 2 décembre 1944  | Hershey         | 1–2   | Saint-Louis      |
| 2 décembre 1944  | Cleveland       | 5–2   | Buffalo          |
| 3 décembre 1944  | Buffalo         | 6–2   | Cleveland        |
| 3 décembre 1944  | Indianapolis    | 7–2   | Pittsburgh       |
| 3 décembre 1944  | Providence      | 9–3   | Hershey          |
| 5 décembre 1944  | Saint-Louis     | 4–1   | Pittsburgh       |
| 6 décembre 1944  | Pittsburgh      | 3–1   | Saint-Louis      |
| 6 décembre 1944  | Hershey         | 2–3   | Indianapolis     |
| 7 décembre 1944  | Providence      | 4–2   | Indianapolis     |
| 9 décembre 1944  | Cleveland       | 5–2   | Saint-Louis      |
| 9 décembre 1944  | Hershey         | 5–0   | Providence       |
| 9 décembre 1944  | Pittsburgh      | 2–2   | Indianapolis     |
| 10 décembre 1944 | Providence      | 5–4   | Pittsburgh       |
| 10 décembre 1944 | Indianapolis    | 6–1   | Hershey          |
| 10 décembre 1944 | Buffalo         | 7–1   | Saint-Louis      |
| 12 décembre 1944 | Saint-Louis     | 1–5   | Hershey          |
| 13 décembre 1944 | Pittsburgh      | 3–4   | Hershey          |
| 13 décembre 1944 | Buffalo         | 7–4   | Providence       |
| 14 décembre 1944 | Indianapolis    | 5–0   | Providence       |
| 15 décembre 1944 | Saint-Louis     | 2–0   | Providence       |
| 16 décembre 1944 | Pittsburgh      | 6–3   | Buffalo          |
| 16 décembre 1944 | Cleveland       | 3–3   | Hershey          |
| 17 décembre 1944 | Buffalo         | 4–2   | Hershey          |
| 17 décembre 1944 | Indianapolis    | 6–1   | Saint-Louis      |
| 17 décembre 1944 | Providence      | 5–6   | Cleveland        |
| 19 décembre 1944 | Saint-Louis     | 2–2   | Buffalo          |
| 20 décembre 1944 | Pittsburgh      | 3–8   | Hershey          |
| 21 décembre 1944 | Providence      | 5–8   | Cleveland        |
| 21 décembre 1944 | Indianapolis    | 4–2   | Buffalo          |
| 23 décembre 1944 | Cleveland       | 1–3   | Providence       |
| 23 décembre 1944 | Hershey         | 2–1   | Buffalo          |
| 23 décembre 1944 | Pittsburgh      | 8–1   | Saint-Louis      |
| 24 décembre 1944 | Providence      | 8–3   | Hershey          |
| 24 décembre 1944 | Indianapolis    | 3–3   | Cleveland        |
| 24 décembre 1944 | Buffalo         | 5–0   | Saint-Louis      |
| 25 décembre 1944 | Cleveland       | 5–5   | Pittsburgh       |
| 26 décembre 1944 | Saint-Louis     | 1–2   | Indianapolis     |
| 27 décembre 1944 | Hershey         | 0–5   | Cleveland        |
| 28 décembre 1944 | Providence      | 6–0   | Indianapolis     |
| 30 décembre 1944 | Pittsburgh      | 5–5   | Indianapolis     |
| 30 décembre 1944 | Hershey         | 9–5   | Saint-Louis      |
| 30 décembre 1944 | Cleveland       | 5–2   | Buffalo          |
| 31 décembre 1944 | Buffalo         | 6–5   | Pittsburgh       |
| 31 décembre 1944 | Indianapolis    | 3–3   | Hershey          |
| 31 décembre 1944 | Providence      | 2–1   | Saint-Louis      |
| 1er janvier 1945 | Cleveland       | 3–2   | Buffalo          |
| 2 janvier 1945   | Saint-Louis     | 4–6   | Hershey          |
| 3 janvier 1945   | Pittsburgh      | 9–1   | Hershey          |
| 4 janvier 1945   | Indianapolis    | 3–3   | Buffalo          |
| 6 janvier 1945   | Pittsburgh      | 2–3   | Buffalo          |
| 6 janvier 1945   | Hershey         | 6–5   | Providence       |
| 6 janvier 1945   | Cleveland       | 7–3   | Saint-Louis      |
| 7 janvier 1945   | Buffalo         | 3–1   | Cleveland        |
| 7 janvier 1945   | Indianapolis    | 2–6   | Pittsburgh       |
| 7 janvier 1945   | Providence      | 10–9  | Saint-Louis      |
| 9 janvier 1945   | Saint-Louis     | 4–4   | Pittsburgh       |
| 10 janvier 1945  | Buffalo         | 3–3   | Providence       |
| 10 janvier 1945  | Hershey         | 4–4   | Cleveland        |
| 11 janvier 1945  | Indianapolis    | 5–1   | Pittsburgh       |
| 12 janvier 1945  | Saint-Louis     | 3–2   | Indianapolis     |
| 13 janvier 1945  | Hershey         | 4–0   | Buffalo          |
| 13 janvier 1945  | Pittsburgh      | 3–8   | Providence       |
| 14 janvier 1945  | Buffalo         | 6–4   | Pittsburgh       |
| 14 janvier 1945  | Indianapolis    | 3–2   | Providence       |
| 16 janvier 1945  | Saint-Louis     | 5–3   | Providence       |
| 17 janvier 1945  | Cleveland       | 1–1   | Hershey          |
| 17 janvier 1945  | Buffalo         | 5–1   | Indianapolis     |
| 19 janvier 1945  | Saint-Louis     | 6–8   | Providence       |
| 20 janvier 1945  | Hershey         | 1–6   | Indianapolis     |
| 20 janvier 1945  | Pittsburgh      | 6–6   | Buffalo          |
| 20 janvier 1945  | Cleveland       | 6–3   | Providence       |
| 21 janvier 1945  | Indianapolis    | 3–4   | Providence       |
| 21 janvier 1945  | Buffalo         | 2–8   | Cleveland        |
| 23 janvier 1945  | Saint-Louis     | 2–2   | Cleveland        |
| 24 janvier 1945  | Buffalo         | 7–7   | Providence       |
| 24 janvier 1945  | Pittsburgh      | 3–4   | Cleveland        |
| 25 janvier 1945  | Providence      | 1–1   | Indianapolis     |
| 27 janvier 1945  | Pittsburgh      | 6–3   | Indianapolis     |
| 27 janvier 1945  | Hershey         | 1–1   | Cleveland        |
| 28 janvier 1945  | Buffalo         | 3–2   | Hershey          |
| 28 janvier 1945  | Indianapolis    | 4–1   | Saint-Louis      |
| 28 janvier 1945  | Providence      | 2–0   | Cleveland        |
| 30 janvier 1945  | Cleveland       | 3–2   | Hershey          |
| 30 janvier 1945  | Saint-Louis     | 4–0   | Buffalo          |
| 31 janvier 1945  | Hershey         | 1–3   | Pittsburgh       |
| 1er février 1945 | Indianapolis    | 1–0   | Buffalo          |
| 2 février 1945   | Saint-Louis     | 2–0   | Indianapolis     |
| 3 février 1945   | Cleveland       | 6–3   | Buffalo          |
| 3 février 1945   | Pittsburgh      | 4–2   | Hershey          |
| 4 février 1945   | Indianapolis    | 2–3   | Hershey          |
| 4 février 1945   | Providence      | 4–1   | Buffalo          |
| 6 février 1945   | Saint-Louis     | 1–1   | Hershey          |
| 7 février 1945   | Pittsburgh      | 7–3   | Hershey          |
| 7 février 1945   | Cleveland       | 8–3   | Saint-Louis      |
| 7 février 1945   | Buffalo         | 4–2   | Providence       |
| 10 février 1945  | Cleveland       | 3–1   | Hershey          |
| 10 février 1945  | Pittsburgh      | 4–2   | Saint-Louis      |
| 11 février 1945  | Providence      | 5–2   | Pittsburgh       |
| 11 février 1945  | Indianapolis    | 2–4   | Cleveland        |
| 11 février 1945  | Buffalo         | 3–2   | Saint-Louis      |
| 13 février 1945  | Saint-Louis     | 7–4   | Cleveland        |
| 14 février 1945  | Buffalo         | 4–3   | Indianapolis     |
| 14 février 1945  | Hershey         | 5–2   | Providence       |
| 14 février 1945  | Pittsburgh      | 8–4   | Cleveland        |
| 15 février 1945  | Cleveland       | 7–4   | Providence       |
| 17 février 1945  | Hershey         | 0–3   | Saint-Louis      |
| 17 février 1945  | Pittsburgh      | 9–4   | Providence       |
| 17 février 1945  | Cleveland       | 4–2   | Indianapolis     |
| 18 février 1945  | Providence      | 2–2   | Saint-Louis      |
| 18 février 1945  | Buffalo         | 0–2   | Cleveland        |
| 18 février 1945  | Indianapolis    | 5–3   | Pittsburgh       |
| 20 février 1945  | Saint-Louis     | 4–3   | Pittsburgh       |
| 21 février 1945  | Hershey         | 8–3   | Cleveland        |
| 22 février 1945  | Providence      | 5–6   | Buffalo          |
| 23 février 1945  | Saint-Louis     | 3–10  | Pittsburgh       |
| 24 février 1945  | Pittsburgh      | 11–3  | Indianapolis     |
| 24 février 1945  | Hershey         | 3–4   | Buffalo          |
| 24 février 1945  | Cleveland       | 12–2  | Saint-Louis      |
| 25 février 1945  | Buffalo         | 4–3   | Saint-Louis      |
| 25 février 1945  | Indianapolis    | 0–3   | Hershey          |
| 25 février 1945  | Providence      | 8–3   | Cleveland        |
| 27 février 1945  | Saint-Louis     | 2–4   | Hershey          |
| 28 février 1945  | Pittsburgh      | 10–3  | Saint-Louis      |
| 28 février 1945  | Buffalo         | 4–1   | Indianapolis     |
| 28 février 1945  | Cleveland       | 11–4  | Providence       |
| 1er mars 1945    | Providence      | 6–1   | Saint-Louis      |
| 3 mars 1945      | Cleveland       | 4–2   | Indianapolis     |
| 3 mars 1945      | Hershey         | 3–2   | Saint-Louis      |
| 3 mars 1945      | Pittsburgh      | 3–3   | Buffalo          |
| 4 mars 1945      | Providence      | 8–1   | Pittsburgh       |
| 4 mars 1945      | Indianapolis    | 0–9   | Cleveland        |
| 4 mars 1945      | Buffalo         | 2–1   | Hershey          |
| 6 mars 1945      | Cleveland       | 3–6   | Hershey          |
| 6 mars 1945      | Saint-Louis     | 1–7   | Providence       |
| 7 mars 1945      | Hershey         | 3–1   | Pittsburgh       |
| 8 mars 1945      | Indianapolis    | 3–1   | Providence       |
| 9 mars 1945      | Saint-Louis     | 3–4   | Cleveland        |
| 10 mars 1945     | Pittsburgh      | 9–3   | Providence       |
| 10 mars 1945     | Hershey         | 3–2   | Indianapolis     |
| 10 mars 1945     | Cleveland       | 2–0   | Buffalo          |
| 11 mars 1945     | Buffalo         | 10–4  | Pittsburgh       |
| 11 mars 1945     | Indianapolis    | 4–1   | Providence       |
| 13 mars 1945     | Saint-Louis     | 3–1   | Providence       |
| 14 mars 1945     | Hershey         | 5–3   | Pittsburgh       |
| 14 mars 1945     | Cleveland       | 5–5   | Saint-Louis      |
| 14 mars 1945     | Buffalo         | 0–1   | Indianapolis     |
| 15 mars 1945     | Providence      | 2–4   | Saint-Louis      |
| 17 mars 1945     | Cleveland       | 12–10 | Pittsburgh       |
| 17 mars 1945     | Hershey         | 9–3   | Saint-Louis      |
| 18 mars 1945     | Buffalo         | 10–5  | Saint-Louis      |
| 18 mars 1945     | Indianapolis    | 8–4   | Cleveland        |
| 18 mars 1945     | Providence      | 10–3  | Hershey          |

### Classement des équipes
| Clt   | Équipe             | PJ | V  | D  | N  | BP  | BC  | Pts |
| ----- | ------------------ | -- | -- | -- | -- | --- | --- | --- |
| +001, | Bisons de Buffalo  | 60 | 31 | 8  | 21 | 200 | 182 | 70  |
| +002, | Bears de Hershey   | 60 | 28 | 24 | 8  | 197 | 186 | 64  |
| +003, | Reds de Providence | 60 | 23 | 6  | 31 | 241 | 249 | 52  |

| Clt   | Équipe                  | PJ | V  | D  | N  | BP  | BC  | Pts |
| ----- | ----------------------- | -- | -- | -- | -- | --- | --- | --- |
| +001, | Barons de Cleveland     | 60 | 34 | 10 | 16 | 256 | 199 | 78  |
| +002, | Capitals d'Indianapolis | 60 | 25 | 11 | 24 | 169 | 167 | 61  |
| +003, | Hornets de Pittsburgh   | 60 | 26 | 7  | 27 | 267 | 247 | 59  |
| +004, | Flyers de Saint-Louis   | 60 | 14 | 38 | 8  | 157 | 257 | 36  |

- En gras, qualifié pour les séries éliminatoires

### Meilleurs pointeurs
| Joueur                | Équipe       | PJ | B  | A  | Pts | Pun |
| --------------------- | ------------ | -- | -- | -- | --- | --- |
| Bob Walton (en)       | Pittsburgh   | 58 | 37 | 58 | 95  | 17  |
| Bob Gracie            | Pittsburgh   | 58 | 40 | 55 | 95  | 4   |
| Louis Trudel (en)     | Cleveland    | 60 | 45 | 48 | 93  | 25  |
| Tom Burlington (en)   | Cleveland    | 56 | 30 | 60 | 90  | 7   |
| Earl Bartholomew (en) | Cleveland    | 60 | 38 | 43 | 81  | 26  |
| Les Cunningham        | Cleveland    | 56 | 35 | 45 | 80  | 4   |
| Paul Courteau (en)    | Providence   | 45 | 32 | 70 | 72  | 45  |
| Jack Lavoie (en)      | Providence   | 60 | 28 | 41 | 69  | 6   |
| Billy Gooden (en)     | Hershey      | 59 | 27 | 41 | 68  | 12  |
| Pete Leswick (en)     | Indianapolis | 53 | 29 | 39 | 68  | 12  |

## Séries éliminatoires

### Déroulement
Les deux premiers de chaque division sont qualifiés et tous les tours sont joués au meilleur des sept matchs,.
|  | Demi-finales | Demi-finales |           |   | Finale | Finale |
|  | Demi-finales | Demi-finales |           |   | Finale | Finale |
|  |              |              |           |   |        |        |
|  |              |              |           |   |        |        |
|  |              |              |           |   |        |        |
|  | Buffalo      | 2            |           |   |        |        |
|  | Buffalo      | 2            |           |   |        |        |
|  | Cleveland    | 4            |           |   |        |        |
|  | Cleveland    | 4            | Cleveland | 4 |        |        |
|  |              |              | Cleveland | 4 |        |        |
|  |              | Hershey      | 2         |   |        |        |
|  | Hershey      | Hershey      | 2         | 4 |        |        |
|  | Hershey      |              |           | 4 |        |        |
|  | Indianapolis | 1            |           |   |        |        |
|  | Indianapolis | 1            |           |   |        |        |

### Demi-finales

#### Buffalo contre Cleveland
| 20 mars 1945 | Cleveland | 1-4 | Buffalo |  |

| 21 mars 1945 | Buffalo | 4-5 | Cleveland |  |

| 24 mars 1945 | Cleveland | 5-1 | Buffalo |  |

| 25 mars 1945 | Buffalo | 3-5 | Cleveland |  |

| 27 mars 1945 | Cleveland | 3-5 | Buffalo |  |

| 28 mars 1945 | Buffalo | 4-6 | Cleveland |  |

#### Hershey contre Indianapolis
| 20 mars 1945 | Indianapolis | 1-3 | Hershey |  |

| 22 mars 1945 | Hershey | 3-2 | Indianapolis |  |

| 24 mars 1945 | Hershey | 6-1 | Indianapolis |  |

| 25 mars 1945 | Indianapolis | 4-3 | Hershey |  |

| 27 mars 1945 | Hershey | 3-2 | Indianapolis |  |

### Finale
| 31 mars 1945 | Cleveland | 3-2 | Hershey |  |

| 3 avril 1945 | Cleveland | 1-5 | Hershey |  |

| 5 avril 1945 | Hershey | 3-1 | Cleveland |  |

| 7 avril 1945 | Hershey | 1-2 | Cleveland |  |

| 8 avril 1945 | Cleveland | 5-3 | Hershey |  |

| 10 avril 1945 | Hershey | 4-5 | Cleveland |  |

### Effectif champion
L'effectif champion de la Coupe Calder est le suivant, :
- Gardien de but : Harvey Teno ;
- Défenseurs : Peter Bessone, Virgil Johnson, Danny Sprout, Orville Waldriff ;
- Attaquants : Dick Adolph, George Agar, Earl Bartholomew, Tommy Burlington, Les Cunningham, Tom Forgie, Harvey Fraser, Leo Gasparini, Roy Kelly, Edward Prokop, Louis Trudel ;
- Entraîneur : Bun Cook.

## Récompenses

### Trophées collectifs
| Trophée F.-G.-« Teddy »-Oke : Champions de la division Ouest | Cleveland           |
| Coupe Calder : Vainqueurs de la finale                       | Barons de Cleveland |

### Équipes d'étoiles
| Position       | Joueur           | Équipe     |
| -------------- | ---------------- | ---------- |
| Gardien de but | Nick Damore      | Hershey    |
| Défenseur      | Roger Leger      | Buffalo    |
| Défenseur      | Gordon Davidson  | Buffalo    |
| Ailier gauche  | Louis Trudel     | Cleveland  |
| Centre         | Tommy Burlington | Cleveland  |
| Ailier droit   | Bob Walton       | Pittsburgh |
| Entraîneur     | Bun Cook         | Cleveland  |

| Position       | Joueur         | Équipe       |
| -------------- | -------------- | ------------ |
| Gardien de but | Roger Bessette | Pittsburgh   |
| Défenseur      | Danny Sprout   | Cleveland    |
| Défenseur      | Dick Adolph    | Cleveland    |
| Ailier gauche  | Billy Gooden   | Hershey      |
| Centre         | Les Cunningham | Cleveland    |
| Ailier droit   | Pete Leswick   | Indianapolis |
| Entraîneur     | Max Kaminsky   | Pittsburgh   |